# Spáda János
Spáda János (Kolozs, 1877. december 10. – Kolozsvár, 1913. július 7.) híres kolozsvári magyar építőmester, Orbán Béla matematikus egyetemi tanár és Orbán László István vívó, matematikus és fizikus nagyapja.

## Életpályája
Kolozson született, ahol édesapjának, az olasz származású Spáda Domokosnak birtoka volt. Budapesten szerzett építőmesteri diplomát. A 20. század elején tervezési és építészeti irodát nyitott Kolozsvár főtéren, és széles körű építészeti tevékenységet fejtett ki. 
Számos neves kolozsvári épület felépítésének kivitelezője volt. Saját tulajdonaként építette fel a Vágóhíd téri kétemeletes bérházat, melyet egyesek ma is „Spáda-palotaként” emlegetnek. Az Erzsébet út tetején fekvő (egykor szőlőskertekül szolgáló) telkeket ő parcellázta és építette be. A maga és családja számára építette az 51 sz. alatti házat.
Fiatalon, egy elhatalmasodó tüdőfertőzésben halt meg 1913-ban, három gyermek maradt utána. Több megkezdett munkáját jó barátja, Rátz Mihály építész fejezte be. Rátz miután hazajött a frontról, 1918-ban feleségül vette Spáda János özvegyét, akivel annak 1952-es haláláig éltek együtt. 
Spáda János  jelentős közéleti szerepet is játszott. Tagja volt Kolozsvár város törvényhatósági bizottságának, a kolozsvári Iparkamarának, Ipartestületnek, Iparosegyletnek, a Római Katolikus Egyházközség választmányának. Az Iparosegyletben egy ideig az elnöki szerepet is betöltötte. Ezen kívül az Erdélyi Múzeum-Egyesületnek is rendes tagja volt.

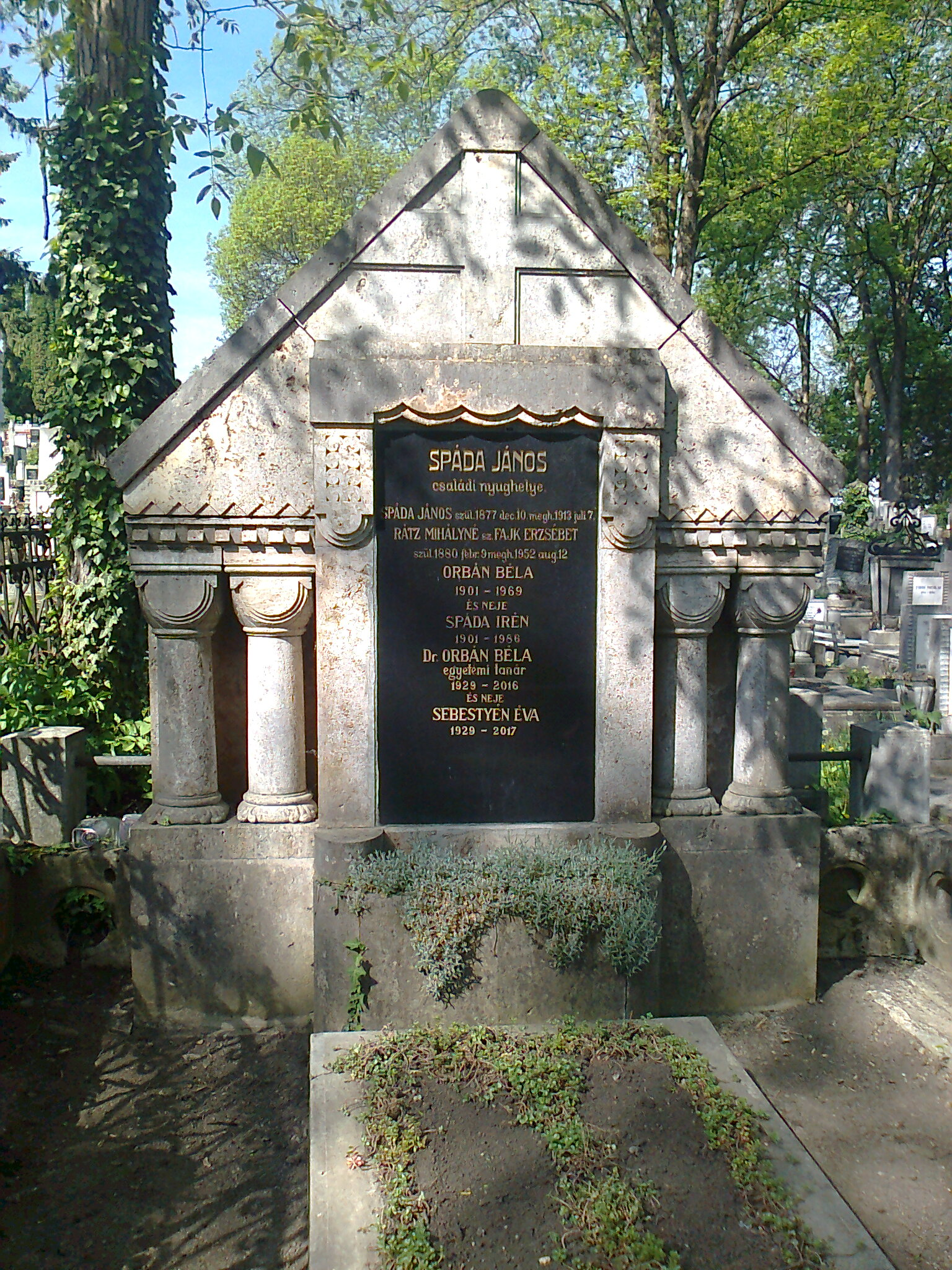
Spáda János síremléke a Házsongárdi temetőben (műemlék)

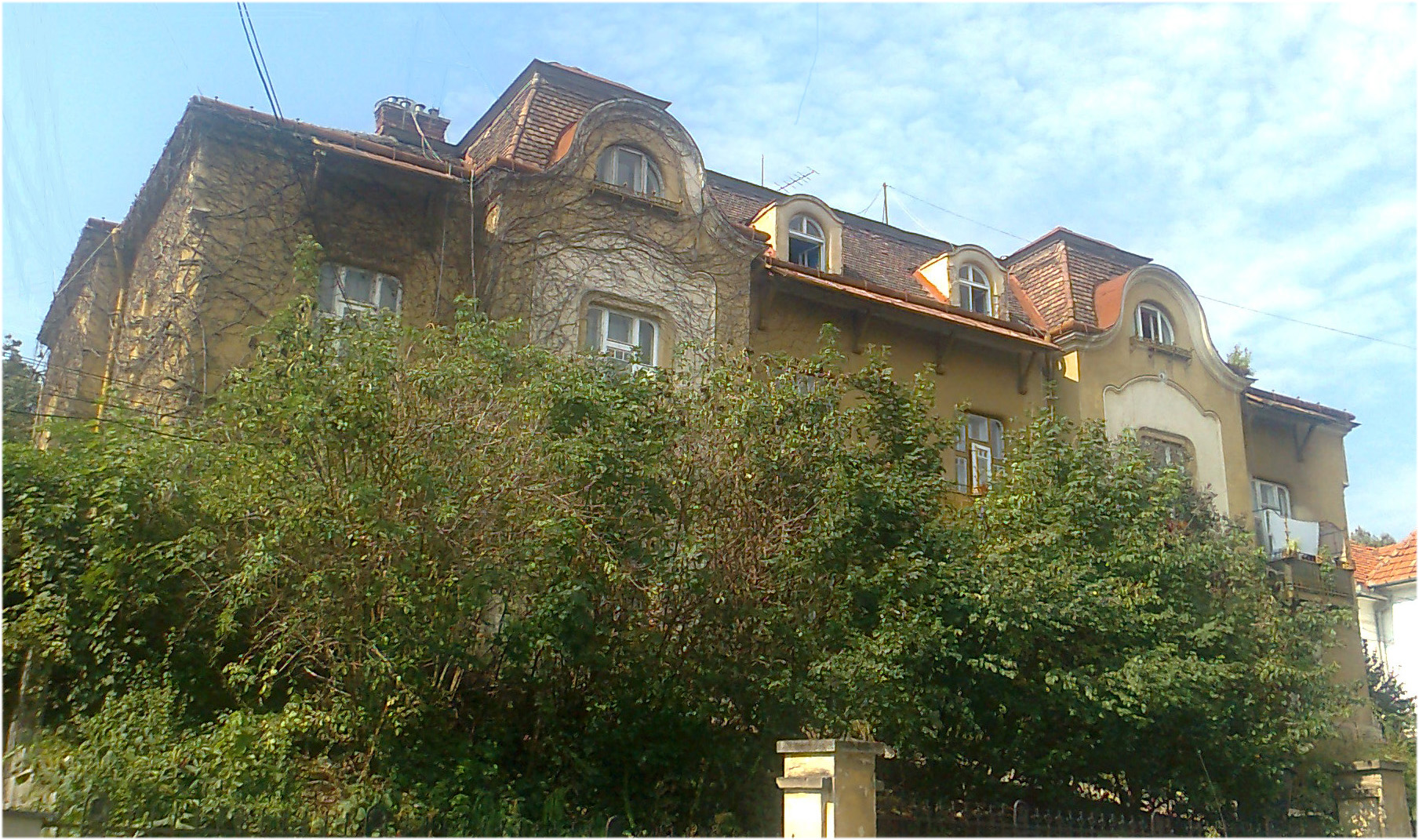
A Spáda-ház, Erzsébet út 51.

A Házsongárdi temetőben szép síremlék alatt nyugszik több családtagja mellett.

## Kivitelezett épületei (válogatás)
- a Felner és Helmer által tervezett kolozsvári új Nemzeti Színház (1904–1906)
- a Hübner Jenő tervezte Mariánum Kolozsváron (1911), amely a város első vasbeton épülete[2]
- a Kós Károly terve alapján készült kolozsvári Monostori úti református (kakasos) templom
- a székelyudvarhelyi Római Katolikus Gimnázium
- Barcsay Ákos fejedelem síremléke, Kozmatelke, Maros megye (terv és kivítelezés)[3]